# Месбахія

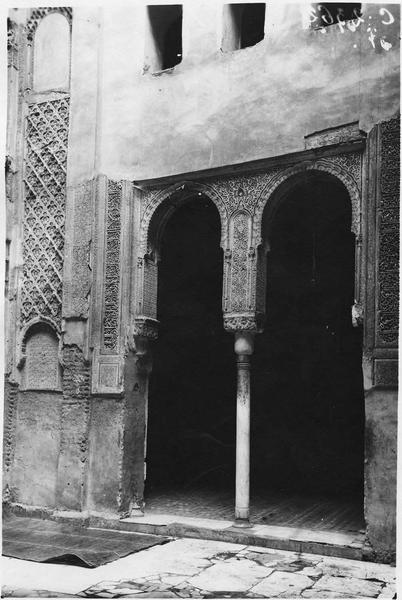
Інтер'єр медресе, де видно оздоблену арку з північного боку подвір'я (фото 1916 р.)

Медресе Месбахія (араб. المدرسة المصباحية) — медресе у Фес-ель-Балі, старому кварталі Медини в місті Фес, Марокко. Його будівництво датується 1346 роком, періодом Маринідів. Воно розташоване поруч з університетом Аль-Карауїн.

## Історична довідка
Медресе було завершено в 1346 році, під час маринідського періоду, під патронатом маринідського султана Абу'л Гасана, який був плідним будівельником медресе в місті. Своєю назвою будівля зобов'язана факігу (ісламському юристу) Аль-Месбахі, першому факігу, який викладав у медресе. Воно вирізнялося білим мармуром, використаним для його будівництва та оздоблення, який був імпортований Абу аль-Хассаном із міста Альмерія в Аль-Андалусі (Іспанія). Широке використання мармуру дало медресе прізвисько Медресе ар-Рхам (араб. مدرسة الرخام), що означає «школа мармуру». Юрист маликі Ахмад аль-Ваншарісі був професором у цій школі наприкінці п'ятнадцятого століття і викладав Мудавану та Фар'і Ібн аль-Хаджибу.

## Архітектура

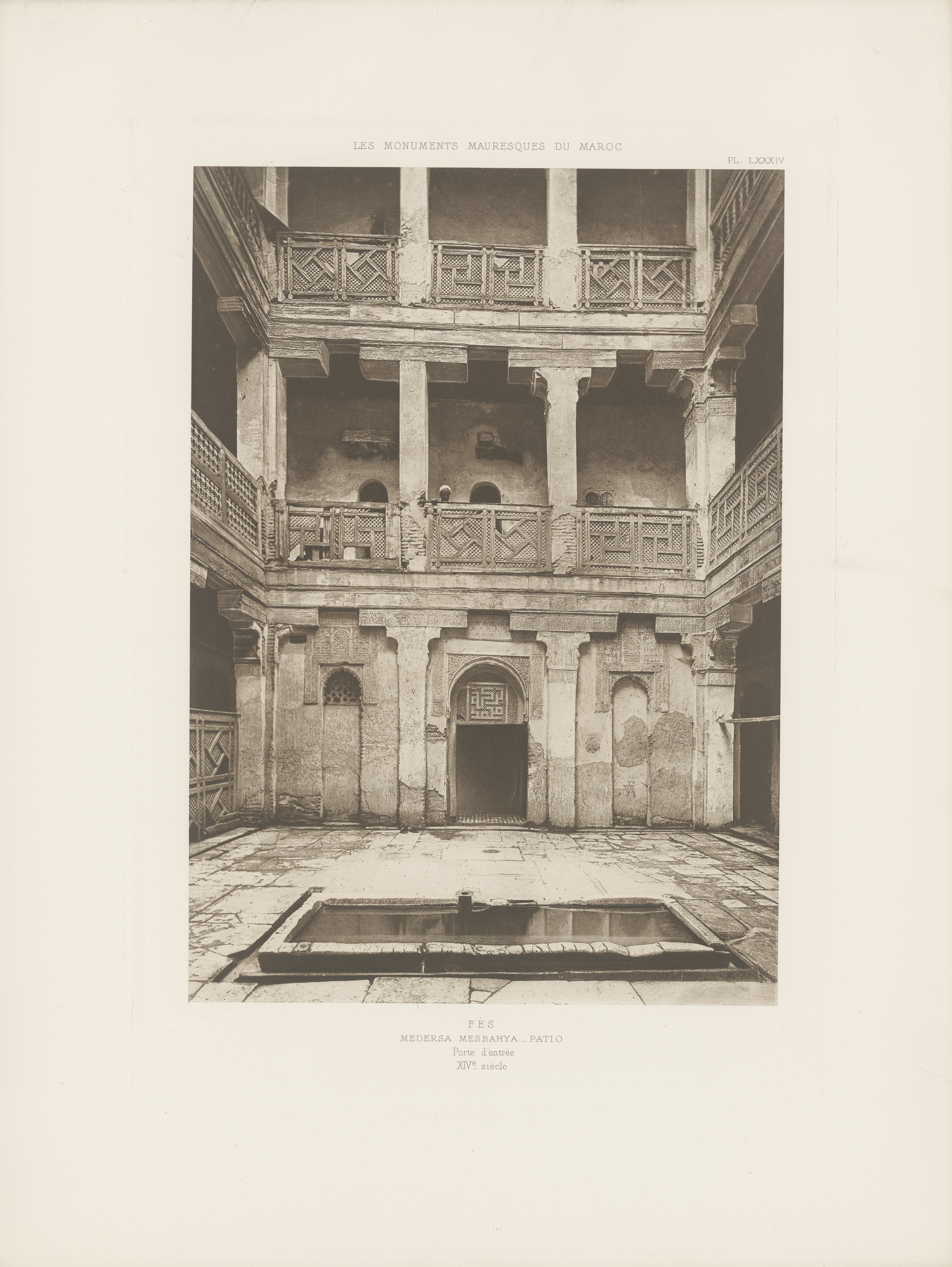
Вид на подвір'я та багатоповерхову галерею (фото близько 1921 р.)

Будівля, розташована навколо внутрішнього подвір'я, спочатку складалася з першого та трьох верхніх поверхів, але верхній поверх був зруйнований. На північному боці подвір'я є великий подвійний арковий отвір, що веде до квадратного молитовного залу. Подвійний арочний вхід є унікальним у контексті архітектури Маринідів і багато прикрашений різьбленою ліпниною, включаючи курсивний арабський напис у рамці навколо нього. Незважаючи на своє призначення, у молитовній залі відсутній міхраб. Медресе могло вмістити близько 140 студентів з усієї країни в 117 кімнатах на різних поверхах.

## Стан збереження
Медресе було серйозно пошкоджено, і його елементи з часом зруйнувалися через занедбаність і погані спроби реставрації. Було зруйновано купол молитовної кімнати, перекриття кімнати для обмивання та деяких інших приміщень, а також зруйнований іконний мармур. Однак воно все ще зберігає цінні елементи маринідських мотивів та оригінальні форми рослинного та геометричного декору та переживає реставрацію, розпочату на початку 1990-х років. Реставрація була остаточно завершена у 2017 році в контексті ширшої програми реставрації інших медресе та історичних пам'яток міста. Після завершення реставрації медресе було призначене для обслуговування університету Карауїн.